# Загорье (Старорусский район)
Загорье — деревня в Старорусском районе Новгородской области в составе Наговского сельского поселения.

## География
Находится в южной части Новгородской области на расстоянии приблизительно 22 км на запад по прямой от железнодорожного вокзала города Старая Русса.

## История
В 1908 году здесь (деревня Старорусского уезда Новгородской губернии) было учтено 25 дворов.

## Население
Численность населения: 27 человек (1908 год), 14 (русские 100 %) в 2002 году, 6 в 2010.